# 2人用スカート
2人用スカート（ふたりようスカート）とは通常3人でおこなうトランプゲームスカートの2人用規則。将校スカート（Offiziersskat）というドイツでの呼び名は、兵士が守衛の際に長い夜をトランプ遊びでしのいだことに由来する。集めたカードの点数を競うトリックテイキングゲームで、スカートと同じ32枚のカードを使用する。カードの強さと点数はスカートに準ずる。

## カードの配り方
1. 2人のプレイヤーは向かい合って座る。 ディーラー（親）はカードをよく切り、もう1人の対戦プレイヤーはカードを1回カットする。
2. 図のようにカードを①から⑧の順に1枚ずつ伏せて置き、続けて①から④のカードの上に1枚ずつカードを今度は表向きに置いていく。
3. 対戦プレイヤーは切札の指定を行う。通常はスートゲームのみだが、グランやラムシュを行う規則もある。
4. ⑤から⑧のカードの上に1枚ずつカードを表向きに置く。その際ディーラーはコントラを宣言することができる。
5. ⑨から⑯まで1枚ずつカードを伏せて置き、同じ順番でその上に1枚ずつカードを表向きに置く。ディーラーがコントラを宣言した場合、対戦プレイヤーはここでレを宣言することができる。

（ラムシュ、コントラ、レについてはクナイペルールを参照）

## トリックを取る
1. 伏せて置かれたカードを含め手前2列の合計16枚のカードがそれぞれのプレイヤーの手札となり、切札の指定をした対戦プレイヤーからリード（先手）を始める。表向きに置かれた自分の手札から1枚を選びトリックの場に出す。
2. 相手のプレイヤーはリードされたスートと同じスートが手札にあればトリックの場に出さなければならない。なければどのカードを出してもよい。
3. スカートのルールに従い、トリックの勝者はトリックを伏せて手元に置く。
4. 2人のプレイヤーがトリックの場にカードを出しトリックを取った後、出されたカードの下に伏せてあるカードは表向きにする。
5. トリックの勝者が次のリードを行う。

## 得点の付け方
カードを61点以上獲得したプレイヤーが勝ち。2人のプレイヤーが60点ずつ獲得した場合、カードを配った（切札を指定していない）プレイヤーの勝ちとするルールもある。勝ったプレイヤーは2得点とし、シュナイダーやシュヴァルツを達成した場合はそれぞれ3得点あるいは4得点とする。60点獲得の場合、引き分けとして両プレイヤーが1得点する規則もある。先に10得点したプレイヤーの勝ちとするなど、あらかじめゲームの終了を決めておく。
（シュナイダー、シュヴァルツについてはスカートを参照）

## 変則ルール
- 2人用スカートは相手の手札が分かっているため、出すカードは論理的に決まることが多い。ゲーム性を高めるため、手札の半分を手に持って対戦プレイヤーに見せないように行う規則がある。①から⑧まで合計16枚のカードを置いた後、残りのカードは8枚ずつプレイヤーが手に持つ。手に持ったカードと表向きに置かれたカードの中からトリックに出すカードを選ぶ。
- ビッドを行うルール。それぞれのプレイヤーの手札として5枚ずつカードを伏せて置き、その上に1枚ずつ表向きにカードを置く。置かれたカードは合計で20枚。さらにプレイヤーはそれぞれ手に5枚ずつ手札を持つ。2枚はスカートとして伏せて置く。ディーラーからゲーム点を提示しビッドを行う。